# Don Black (musicien)
Pour les articles homonymes, voir Don Black et Black.
Don Black, de son vrai nom Donald Blackstone, né le 21 juin 1938 à Londres, est un parolier britannique connu pour sa collaboration avec les compositeurs John Barry, Andrew Lloyd Webber, Quincy Jones, Jule Styne, Henry Mancini, Elmer Bernstein, Michel Legrand et Marvin Hamlisch. Il a reçu un Oscar de la meilleure chanson originale, un Grammy Award de la chanson de l'année, un Golden Globe de la meilleure chanson originale, un Tony Award et un Ivor Novello Award.

## Récompenses
- 1965: Oscar de la meilleure chanson originale pour Born Free (partagé avec John Barry) ;
- 1967: Grammy Award de la chanson de l'année pour Born Free (partagé avec John Barry) ;
- 1973: Golden Globe de la meilleure chanson originale pour Ben (partagé avec Walter Scharf) ;
- 1995: Tony Award du meilleur livret de comédie musicale pour Sunset Boulevard (partagé avec Christopher Hampton) ;
- 2007: Songwriters Hall of Fame ;
- 2009: Ivor Novello Award.